# Kuh-i-Baba
Kuh-i-Baba o montes Baba son una extensión occidental del Hindu Kush, y el origen de los tres principales sistemas hídricos de Afganistán: el Kabul, el Hilmand-Arghandab, y el río Hari. Está coronado por el pico Foladi (Shah Fuladi, 34°38′43″N 67°37′27″E / 34.64528, 67.62417) que alcanza los 4951 metros sobre el nivel del mar, justo al sur de Bamiyán. 

La meseta de Firozkhoi (Karyistán) llega aún más al oeste a través de suaves gradientes hasta el Parapamisos, y que puede cruzarse por el río Hari a Mashhad.
Al sur-oeste de los picos más altos, largas espuelas dividen los afluentes superiores del Helmand, y separan su cuenca de la del río Farah. Estos espolones alcanzan una altitud considerable, pues están marcadas por picos que superan los 3.000 metros. Se extienden en una banda amplia de cadenas aproximadamente paralelas hacia el sur-oeste, conservando su dirección general hasta que lindan con el gran desierto de Registán al oeste de Kandahar, donde terminan en una serie de anticlinales separados y quebrados cuyos lados son barridos por un mar de arena. Las crestas largas y rectas dividen los valles del Arghandab, Tarnak y Arghistán, y flanquean la ruta de Kandahar a Ghazni. 
Los altos picos dentados por encima del paso de Hajigak, negro azulado que brillan a la luz del sol porque contienen una reserva estimada de 2 billones de toneladas de mineral de hierro; es el depósito más rico de Asia. El descenso muy inclinado del paso de Hajigak (3700 m) con numerosas curvas en forma de horquillas  lleva al brillante río Kalu, conocido localmente como Sauzao o Aguas Verdes. Está rodeado por álamos y varias aldeas.

Hay un campo de explotación minera muy alto por encima de la carretera al pie del paso y casi cualquier piedra negra cogida del lado de la carretera en sus alrededores impresionará por su peso. Rocas cuidadosamente apiladas provenientes de los campos impresionan con la industria de estos granjeros hazara. En el otoño pueden verse a mujeres tejiendo en los campos abiertos junto a sus casas. 

El paso de Hajigak con su belleza natural sigue accidentado y sin pavimentar a pesar de ser la vía de tránsito hacia casi todo el Afganistán central. El paso y sus territorios circundantes permanecen nevados la mayor parte del año, época en la que el tráfico va por el paso de Shibar. 
Esta zona está habitada por el pueblo hazara, que es uno de los más abandonados de Afganistán y tiene un mayor índice de analfabetismo. La mayor parte de la población depende de la agricultura como su fuente de ingresos, siendo la patata el cultivo principal.